# Veronica filipes
Veronica filipes är en grobladsväxtart som beskrevs av Tsoong. Veronica filipes ingår i släktet veronikor, och familjen grobladsväxter. Inga underarter finns listade i Catalogue of Life.